# Камрер
Камрер (швед. kamrer, фин. kamreeri) — высшее должностное лицо в завоёванных шведами провинциях, следившее за состоянием финансовых дел, прежде всего за сбором государственных налогов.
Слово «камрер» происходит от классического латинского camerarius «камера, помещение, хранилище». В провинциях Российской империи эпохи Петра I была введена соответствующая должность камерира.